# Roman (kardynał S. Prisca)
Roman (ur. ?, zm. ok. 1115) – duchowny rzymskokatolicki, kardynał S. Prisca.

## Życiorys
W 1100 papież Paschalis II mianował go kardynałem prezbiterem kościoła św. Pryski. Sygnował bulle papieskie od 15 maja 1101 do 25 lutego 1114. Uczestniczył w synodzie na Lateranie w 1112.